# Raven Jackson

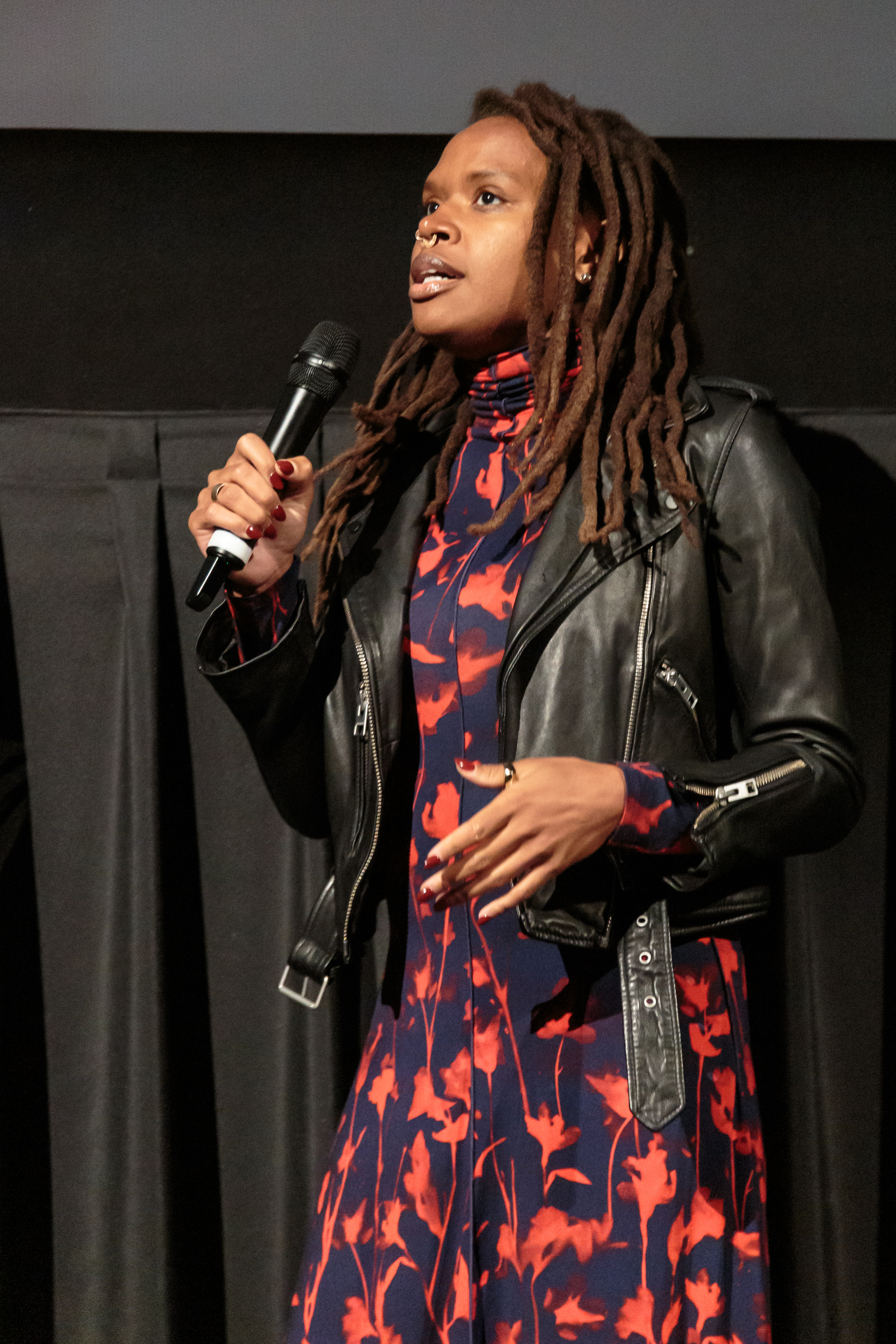
Raven Jackson (2023)

Raven Jackson ist eine US-amerikanische Filmemacherin, Lyrikerin und Fotografin.

## Leben
Raven Jackson stammt aus Tennessee. Die Filmemacherin, Lyrikerin und Fotografin ist Cave-Canem-Stipendiatin und hat Masterabschlüsse des Graduate Film Program der New York University und des Writing Program der New School. Ihr Gedichtband Little Violences ist beim Cutbank Literary Magazine erhältlich. Ihre Kurzfilme Nettles und A Guide to Breathing Underwater wurden auf dem Criterion Channel gestreamt. In ihrer Arbeit erforscht sie oft undefinierbare Erfahrungen und Emotionen sowie die Beziehung des Körpers zur Natur.
Ihr Spielfilmdebüt All Dirt Roads Taste of Salt, bei dem sie Regie führte und auch das Drehbuch schrieb, feierte im Januar beim Sundance Film Festival seine Premiere. Für All Dirt Roads Taste of Salt arbeitete sie mit den Produzenten Barry Jenkins, Adele Romanski, Maria Altamirano und Mark Ceryak und den Produktionsunternehmen Pastel und A24 zusammen.

## Filmografie
- 2018: Nettles (Kurzfilm, Regie und Drehbuch)
- 2018: A Guide to Breathing Underwater (Kurzfilm, Regie)
- 2019: Røtter (Kurzfilm, Regie und Drehbuch)
- 2022: Gugu Mbatha-Raw in Surface (Fernsehserie, 8 Folgen)
- 2023: All Dirt Roads Taste of Salt

## Auszeichnungen
Black Reel Award
- 2024: Nominierung als Bester Independentfilm (All Dirt Roads Taste of Salt)
- 2024: Nominierung als Beste Nachwuchsregisseurin (All Dirt Roads Taste of Salt)
- 2024: Nominierung für das Beste Debütdrehbuch (All Dirt Roads Taste of Salt)[4]

Film Fest Gent
- 2023: Nominierung als Bester Film für den Grand Prix (All Dirt Roads Taste of SaltAll Dirt Roads Taste of Salt)[5]

Gotham Award
- 2023: Nominierung für den Breakthrough Director Award (All Dirt Roads Taste of Salt)

Montclair Film Festival
- 2023: Auszeichnung mit dem Breakthrough Director & Writer Award (All Dirt Roads Taste of Salt)[6]

Sundance Film Festival
- 2023: Nominierung im U.S. Dramatic Competition (All Dirt Roads Taste of Salt)